# 亞洲影帶
亞洲影帶出版社有限公司（Asia Video Publishing Co., Ltd.，簡稱AVP），是香港的動畫代理發行公司。

## 簡介
成立於1989年10月24日。由最初發行VHS影帶到VCD及DVD-Video光碟發行，自行發行的片種有日本動畫（包括櫻桃小丸子、名偵探柯南、七龍珠、機動戰士高達等）、特攝、外語電影、本地創作、資訊影片、舞台劇及棟篤笑等，發行錄像光碟及數碼影碟，亦代理香港電影公司發行的產品。另設有門市，經營錄像光碟及數碼影碟零售與租賃業務。

## 代理產品
- 《老夫子》動畫系列
- 《七龍珠》動畫系列
- 《機動戰士高達》動畫系列
- 《名偵探柯南》動畫系列
- 《櫻桃小丸子》動畫系列
- 《鋼之鍊金術師》動畫系列
- 《漂靈 BLEACH》
- 《网球王子》動畫系列
- 《風雲決》
- 《頭文字D》動畫系列

## 外部連結
- 官方網站